# 揮発性メモリ
揮発性メモリ（きはつせいメモリ、volatile memory）とは、メモリを分類する観点のひとつで、電源を供給しないと記憶している情報を保持できないメモリのことである。対して、電源を供給しなくても情報を失わないメモリは不揮発性メモリである。
主記憶装置はもっぱら揮発性である。

## 種類
- RAM (Random Access Memory)

いわゆるRAMと言われているものの大部分は揮発性メモリである。
- ダイナミックメモリ - ダイナミックメモリは原理的に揮発性である
  - DRAM
    - EDO DRAM
    - SDRAM
    - DDR SDRAM
    - FPM DRAM

  - ウィリアムス管
- スタティックメモリ
  - SRAM
- 遅延メモリ
  - 水銀遅延線

## 記憶を失わせないための方法
揮発性メモリは電源供給が断たれると記憶している情報が失われるので、記憶されている情報を維持し続けるためには電源を常に（あるいは一定間隔ごとに）供給する必要がある。
SRAMのようにごくわずかな待機電流（待機電力）で記憶を保持可能な場合（一般に、それが可能なものはデータシートにそのようなモードについて記載がある）、内蔵のキャパシタ and・or 電池によりバッテリーバックアップし、短時間の電源断の場合に、あるいは長期にわたって、記憶を保持させるようなシステムもある。